# 빅 트레일
빅 트레일(The Big Trail)은 미국에서 제작된 루이스 R. 로플러 감독의 1930년 서부, 멜로/로맨스, 모험 영화이다. 존 웨인 등이 주연으로 출연하였다.
2006년, 미국 의회도서관은 이 영화를 미국 국립영화등기부의 보존물로 선정하였다.

## 출연

### 주연
- 존 웨인

### 조연
- 마거릿 처칠
- 엘 브렌델
- 툴리 마샬
- 데이빗 롤린스
- 찰스 스티븐스
- 타이론 파워

## 제작진
- 프로듀서: 윈필드 R. 쉬헌